# Schlacht an der Adda
Ostrach – Feldkirch – Stockach I – Verona – Magnano – Cassano d’Adda – Bassignana – Paradies – Frauenfeld – Winterthur – Zürich I – Trebbia – Mantua – Novi – Döttingen - Vlieter – Bergen – Gotthard – Dietikon – Zürich II – Schänis – Muotatal – Näfels – Egmont – Castricum - Genola – Wiesloch – Genua – Rheinklingen – Büsingen – Engen – Stockach II –  Meßkirch – Biberach II – Montebello – Marengo – Höchstädt – Oberhausen – Brión – Hohenlinden – Walserfeld – Pozzolo – Kopenhagen – Algeciras I – Algeciras II
Die Schlacht an der Adda (auch Schlacht bei Cassano) war eine Schlacht des Zweiten Koalitionskrieges und ereignete sich in Norditalien am Fluss Adda zwischen dem 25. und dem 27. April 1799. In ihr besiegte eine russisch-österreichische Armee unter Alexander Suworow eine französische Armee unter Jean-Victor Moreau.

## Vorgeschichte
Ende Februar 1799 wurde der russische Feldmarschall Suworow zum Oberbefehlshaber der Koalitionstruppen in Norditalien ernannt. Der französische Befehlshaber in Italien, General Barthélemy Schérer wurde am 5. April in der Schlacht bei Magnano von den Österreichern unter Paul von Kray geschlagen und musste sich über den Mincio nach Westen zurückziehen. Die französische Nachhut wurde am Oglio und an der Chiesa gegen Brescia zurückgedrängt; Krays Truppen überschritten den Mincio bei Valeggio, die Brigade Sommariva schloss die Festung Peschiera ein. Nachdem die ersten russischen Truppen unter General der Infanterie Andrej Grigorijewitsch Rosenberg in der Lombardei eingetroffen waren, wurde die Rückeroberung von Mailand erwogen.
Am 19. April rückte die österreichische Armee zum Fluss Chiese vor und überquerte diesen am folgenden Tag. Gleichzeitig wurden Ferrara, Peschiera und Mantua blockiert. Der rechte Flügel Krays rückte auf Brescia vor, der linke unter Melas auf Chiari. Am 24. April überquerten die Verbündeten den Oglio, ohne die Franzosen zu finden. Ihr rechter Flügel marschierte auf Bergamo, der linke auf Treviglio. 7000 Mann unter Generalmajor Johann von Klenau wurden auf das rechte Ufer des Po gesandt, um Ferrara zu nehmen. Die Division des Prinzen Friedrich Franz Xaver von Hohenzollern-Hechingen zog am folgenden Tag ohne Widerstand in Cremona ein. Die österreichischen und russischen Truppen konnten beim Vormarsch die Festungen Brescia und Bergamo zur Übergabe bringen, bevor sie bis 25. April zusammen das linke Ufer der Adda besetzten. Während die Division Vukassovich mit dem russischen Korps unter Rosenberg im Norden in Richtung Lecco vorging, verfolgten die Truppen des Fürsten Hohenzollern am unteren Oglio auf Pizzighettone. Kray wurde mit seinem Korps abberufen und beauftragt mit seinen Truppen die Festung Mantua und Peschiera zu belagern, während General Michael von Melas die Aufgabe erhielt, die Franzosen weiter nach Mailand zu verfolgen. Die Belagerung von Mantua dauerte noch bis 28. Juli, Krays Truppen konnten daher nicht an den folgenden Kämpfen teilnahmen.
Der mit der Lage überforderte General Scherer hatte inzwischen sein Hauptquartier in Mailand genommen und den Oberbefehl freiwillig an General Moreau übertragen, zuvor hatte er noch an General Macdonald den Befehl gesandt, mit seinem Korps sofort aus Neapel zur Verstärkung der Franzosen in die Lombardei zu marschieren. Die Division Hélie Désiré Perruquet de Montrichard wurde zur Deckung des Anmarsches der neapolitanischen Truppen auf dem rechten Po-Ufer detaschiert, die übrigen Divisionen besetzten zur Sicherung des östlichen Vorfeldes von Mailand das rechte Ufer der Adda, der linke Flügel (Division Jean-Mathieu-Philibert Sérurier) und die Brigade Guillot im Norden bis Lecco, die Mitte (Division Paul Grenier) bei Cassano und der rechte Flügel (Division Claude-Victor Perrin gen. Victor und Pierre de Laboissière) zwischen Lodi und Pizzighettone. Auf dem teilweise steilen rechten Ufer stand die französische Armee auf über 100 km langgezogen und nirgends stark genug einen gestaffelten Angriff wirksam begegnen zu können.
Nach der ersten Lagebeurteilung entschied sich Suworow sofort, diese taktisch unüberlegte Anordnung auszunutzen, er schickte General Rosenberg gegen die linke Flanke der Franzosen und täuschte vor, den Hauptangriff auf Mailand im Norden über Lecco zu führen. Die Österreicher unter Melas stellten noch immer den größten Teil der alliierten Armee, da erst ein russisches Korps und drei Kosaken-Divisionen eingetroffen waren. Die österreichischen Divisionen wurden von FML Karl Ott von Bátorkéz, FML Johann von Zoph, Generalmajor Franz de Lusignan (stellvertretender Kommandeur der Division des FML Michael von Fröhlich) und FML Konrad Valentin von Kaim geführt.

## Schlachtverlauf

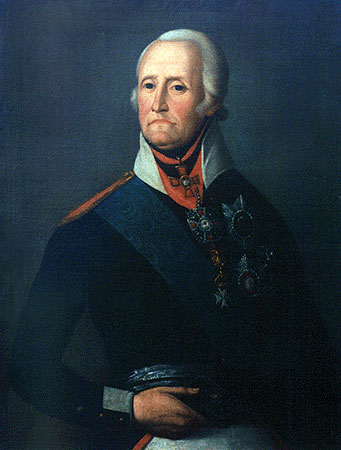
General der Infanterie Andrej Rosenberg

Am 25. April begann der Angriff der russischen Vorhut unter Bagration auf die Stadt Lecco, wo nach dem Kampf mit französischen Truppen der Fluss-Übergang erzwungen und die Stadt besetzt werden konnte. Zudem wurde dadurch ein Teil des französischen Heeres auf die nördliche Flanke gelenkt. Österreichische Truppenteile überquerten derweil südlich davon den Fluss gegenüber der französischen Mitte, wo die Division Grenier allein einen östlichen Adda-Brückenkopf hielt. Die österreichischen Divisionen überquerten die Adda an mehreren Punkten: Vukasovich bei Brivio; die Division Ott bei Trezzo und die Division Zoph bei Vaprio.
General Melas drängte zusätzlich mit zwei Divisionen unter Kaim und Fröhlich bei Treviglio auf der Straße nach Cassano vor; eine Brigade unter Georg Friedrich Albrecht Freiherr von Seckendorff wurde an der Südflanke über Crema nach Lodi gesandt. General Moreau erkannte schnell, dass der nördliche Angriff der Verbündeten bei Brivia mehr der Ablenkung diente und der Hauptstoß bei Cassano erfolgte; er gab sofort Befehl die Division Victor zur Verstärkung Greniers heranzuführen.
Die österreichischen Truppen, die den Fluss bei Cassano überquert hatten, konnten am 27. April in den Rücken der Franzosen vordringen. Sobald sich die Division Ott formiert hatte, kam es mit den Truppen Greniers zum heftigen Gefecht zwischen Pozzo und Vaprio. Als sich der Vorteil schon auf Seiten der Franzosen neigte, traf rechtzeitig die erste Brigade der Division Zoph ein und konnte das Gefecht wieder zu Gunsten der Österreicher herstellen.
Vom Brückenkopf bei San Gervasio aus begannen die Russen, die Franzosen vom Fluss abzudrängen. Gegen Abend waren die umfassten Franzosen an allen Punkten zum Rückzug gezwungen.
Am 28. April wurden die letzten noch gehaltenen Widerstandspunkte der Franzosen bei Brivio zerschlagen. Bei Verderio musste die französische Division unter Serurier die Waffen strecken. Nach der Schlacht zog sich die französische Armee über den Tessino zurück: Greniers Truppen ging auf Buffalora, Victor und Laboissiere auf Pavia zurück. Moreau hinterließ eine 2400 Mann starke Garnison in der Mailänder Zitadelle.

## Folgen
Nach dem Sieg zogen die russischen und österreichischen Truppen am 29. April in Mailand ein, die Zitadelle der Stadt kapitulierte erst am 24. Mai.
Die Franzosen hatten bei Cassano 2.500 Tote und Verwundete verloren, dazu fielen 5.000 Gefangene, 27 Kanonen und 3 Fahnen in die Hände der Sieger. Die Koalition hatte ebenfalls etwa 2.000 Tote und Verwundete. Die Schlacht ging in die Militärgeschichte als Beispiel des gekonnten Truppeneinsatzes auf einer breiten Front, der erfolgreichen Flussüberquerung und der klugen Kombination von Haupt- und Nebenangriffen ein.